# Reserva Extrativista Chocoaré-Mato Grosso
A reserva extrativista Chocoaré-Mato Grosso é uma unidade de conservação brasileira de uso sustentável da natureza, localizada no estado do Pará, com território distribuído pelos municípios de Igarapé-Açu, Maracanã, Santarém Novo e São João de Pirabas. Criada por Decreto Presidencial sem número de 13 de dezembro de 2002, possuí área de 2 782,98 ha.